# Rhotala philippinensis
Rhotala philippinensis är en insektsart som beskrevs av William Lucas Distant 1907. Rhotala philippinensis ingår i släktet Rhotala och familjen vedstritar.
Artens utbredningsområde är Filippinerna. Inga underarter finns listade i Catalogue of Life.